# Sergio Taveras
Sergio Taveras (Santo Domingo, 24 gennaio 1953) è un ex cestista dominicano.

## Carriera
Con la Rep. Dominicana ha disputato i Campionati del mondo del 1978 e i Giochi panamericani di San Juan 1979.